# Sint-Pieterskerk (Hollogne-aux-Pierres)

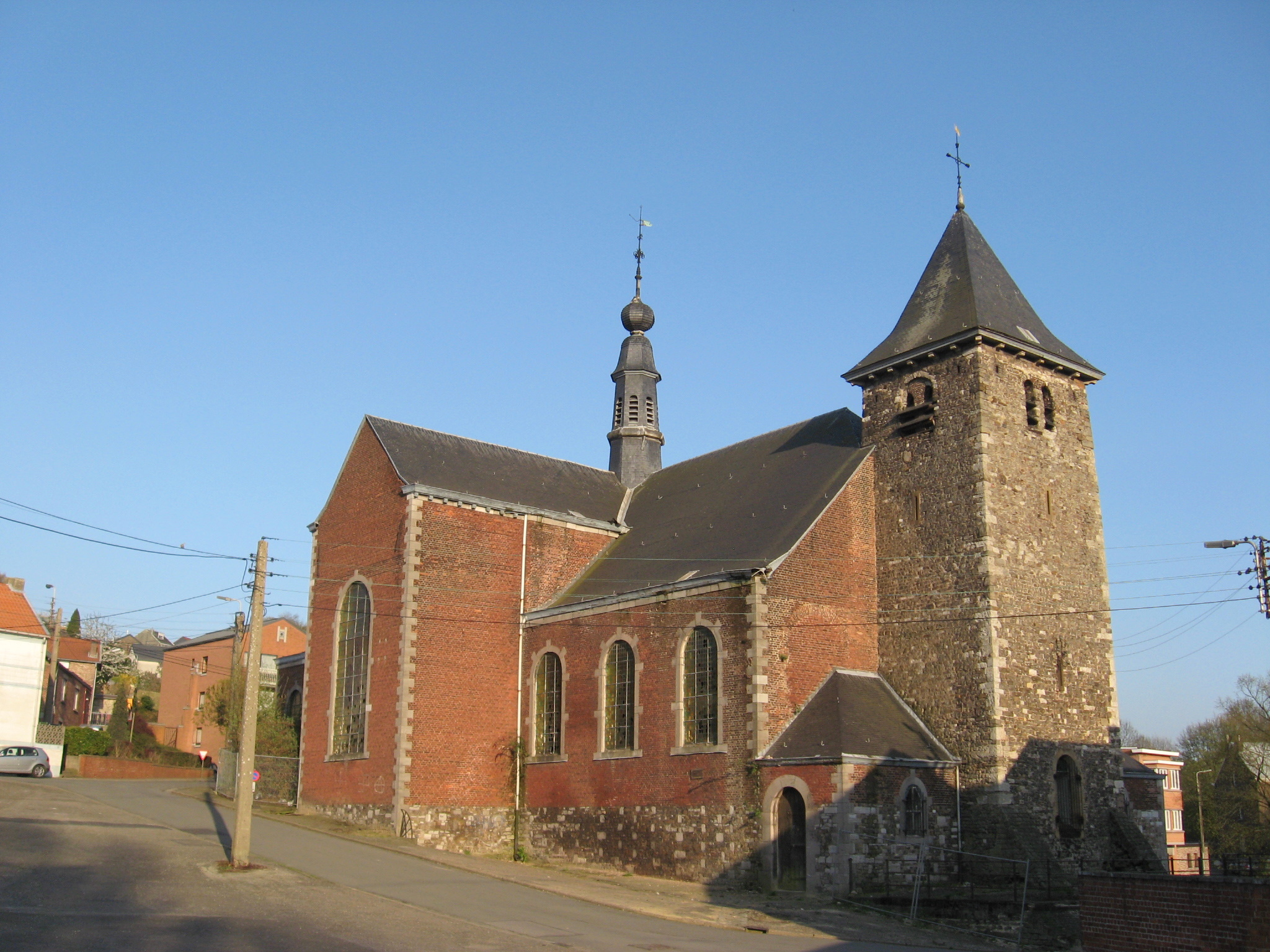
Voormalige Sint-Pieterskerk

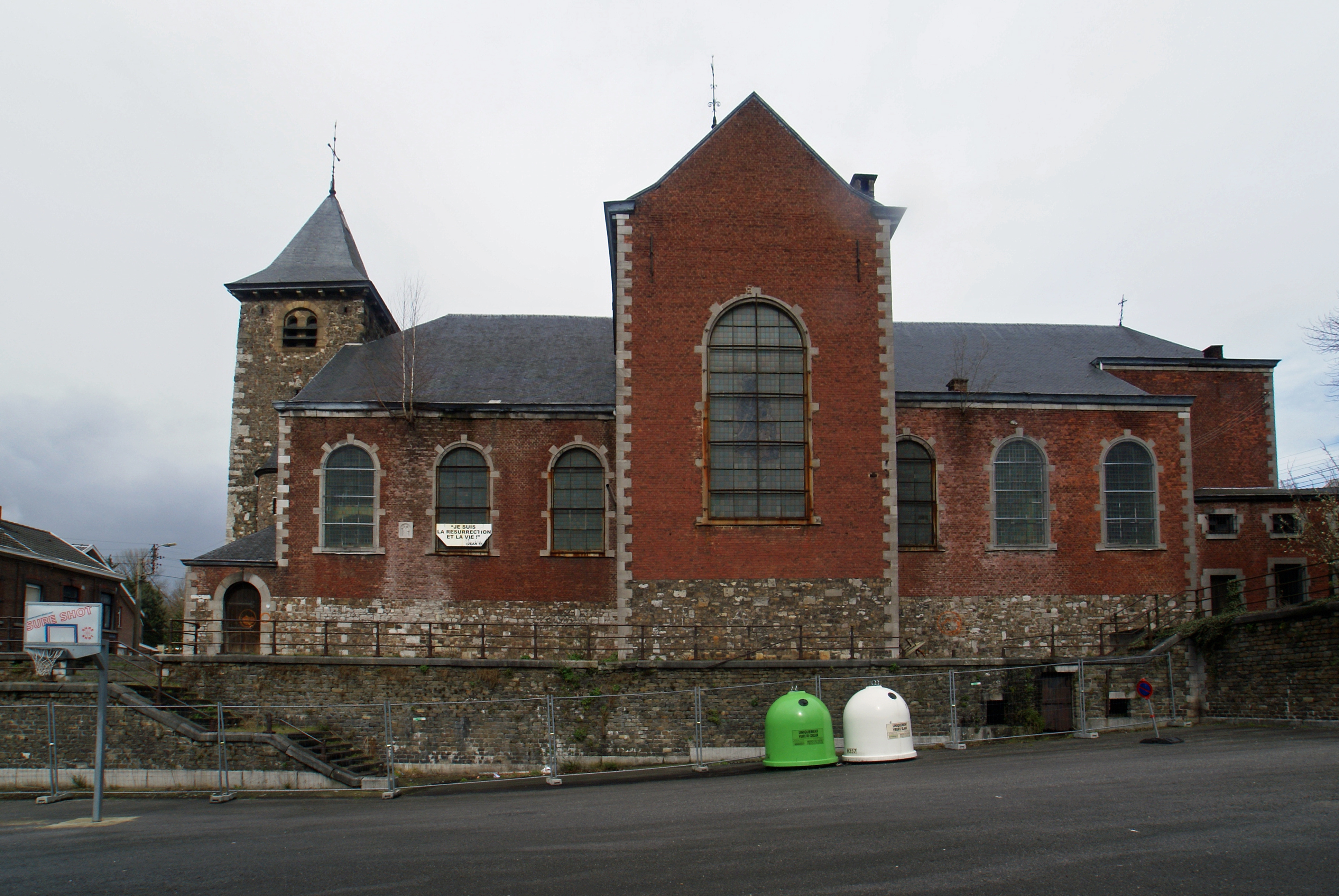
Voormalige Sint-Pieterskerk

De Sint-Pieterskerk (Église Saint-Pierre) was een kerkgebouw te Hollogne-aux-Pierres, een plaats en deelgemeente van de Belgische gemeente Grâce-Hollogne.
De kerk is gebouwd op de plaats waar resten van een Merovingische begraafplaats werden aangetroffen.
Er is een 12e-eeuwse voorgebouwde toren in romaanse stijl, vervaardigd van kalksteenblokken. Dit zou een overblijfsel zijn van een eerste kerkgebouw. Later heeft op deze plaats ook een gotische kerk gestaan. De huidige kerk werd gebouwd in 1756 en in 1895 nog vergroot. Het betrof een classicistische kruiskerk, uitgevoerd in baksteen met natuurstenen hoekbanden en vensteromlijstingen, en een sierlijke, met leien bedekte, vieringtoren.
Einde jaren '90 van de 20e eeuw werd de kerk gesloten vanwege instortingsgevaar. De kerk had geleden van de aardbeving van 1983 en het houtwerk is door zwammen aangetast. Lang bleef ze leegstaan en verviel verder. In 2015 werd de kerk van de lijst van beschermde monumenten afgehaald. Einde 2017 werd de kerk gesloopt. De toren bleef echter behouden en deze wordt gerestaureerd. Op de plaats van de kerk komt een parkje.
In de noordelijke zijbeuk van de kerk stond een altaar uit 1760 gewijd aan Sint-Nicolaas met een schilderij van de Luikse schilder Martin Aubée. Dit altaar is in 2024 over gebracht naar het noordelijk transept van de Onze Lieve Vrouwe Basiliek in Maastricht.